# Barys Kit
Barys Kit (biał.  Барыс Кіт) (ur. 24 marca?/6 kwietnia 1910 w Sankt Petersburgu, zm. 1 lutego 2018 we Frankfurcie nad Menem) – amerykański matematyk i chemik, pochodzenia białoruskiego.

## Życiorys
Urodził się w Sankt Petersburgu, gdzie jego ojciec pracował jako urzędnik pocztowy. W 1918 roku, po wybuchu rewolucji październikowej rodzina wyjechała do Ogrodnik (obecnie część Korelicz), skąd pochodził jego ojciec. Tereny te znalazły się na obszarze II Rzeczypospolitej, dlatego uczęszczał do polskiej szkoły oraz gimnazjum w Nowogródku. Studiował na Uniwersytecie Stefana Batorego w Wilnie, jeszcze podczas studiów rozpoczął pracę w białoruskiej szkole w Wilnie.
W czasie II wojny światowej spędził miesiąc w areszcie Gestapo, podejrzany o współpracę z ruchem oporu. W 1944 roku wyjechał do Niemiec (praca w szkole podczas okupacji była w Związku Radzieckim uważana za kolaborację z Niemcami). Uzyskał stopień doktora matematyki na Uniwersytecie w Ratyzbonie, podjął też studia medyczne.
W 1948 roku wyjechał do Stanów Zjednoczonych, pracował w Los Angeles i New Jersey przy projektach astronautycznych, kierowanych przez Wernhera von Brauna, w tym programie Apollo. Wykorzystywał tam wyniki swoich badań nad wykorzystaniem ciekłego wodoru jako paliwa. W 1960 roku opublikował pierwszy podręcznik dotyczący paliw rakietowych „Rocket Propellant Handbook”.
W 1972 roku przeszedł na emeryturę i wrócił do Niemiec, chcąc być bliżej rodzinnej Białorusi. Ostatnie lata życia spędził w domu opieki we Frankfurcie nad Menem. Zmarł 1 lutego 2018, w wieku 107 lat.